# Электроэнергетика Беларуси
Электроэнергетика Беларуси осуществляет выработку, передачу и распределение электрической энергии. 
На её долю приходится 7,3 % валовой продукции промышленности, 15,9 % основных промышленно-производственных фондов.

## История

### До революции
Первые сведения об использовании электрической энергии в Беларуси относятся к концу XIX века. Однако и в начале прошлого столетия энергетическая база Беларуси находилась на очень низком уровне развития, что определяло отсталость товарного производства и социальной сферы: на одного жителя приходилось почти в пять раз меньше промышленной продукции, чем в среднем по Российской империи. Основными источниками освещения в городах и деревнях были керосиновые лампы, свечи, лучины.
В 1889 году была запущена первая электростанция на территории современной Беларуси — при Добрушской бумажной фабрике.
Первая электростанция в Минске появилась в 1894 году; она обладала мощностью 300 л. с.; к 1913 году на станции были установлены три дизеля разных фирм и её мощность достигла 1400 л. с.
В ноябре 1897 года дала первый ток электростанция постоянного тока в Витебске.
К 1913 году в белорусских губерниях работало 11 электростанций общей мощностью 5,3 МВт и годовой выработкой электроэнергии в 3 млн кВт·ч. Топливом для электростанций служили местный торф и привозной каменный уголь; к тому времени на территории Беларуси была только одна передовая по техническому оборудованию паротурбинная электростанция, которая принадлежала Добрушской бумажной фабрике.

### Советское время
Развитие энергетического комплекса Белорусской ССР начиналось с реализации плана ГОЭЛРО, ставшего первым после революции 1917 г. перспективным планом развития народного хозяйства советского государства. Решение грандиозной задачи электрификации всей страны дало возможность активизировать работы по восстановлению, расширению и строительству новых электростанций в нашей республике. Если в 1913 году мощность всех электростанций на территории Беларуси составляла всего 5,3 МВт, а годовое производство электроэнергии — 4,2 млн кВт∙ч, то к концу 30-х годов установленная мощность Белорусской энергосистемы уже достигла 129 МВт при годовой выработке электроэнергии 508 млн кВт∙ч.
В 1927—1930 гг. была построена Белорусская ГРЭС (Ореховск, Оршанский район современной Витебской области) мощностью 10 МВт — крупнейшей станции в довоенный период, что послужило начало стремительному становлению отрасли. БелГРЭС дала мощный толчок развитию электрических сетей 35 и 110 кВ. В республике сложился технологически управляемый комплекс: электростанция — электрические сети — потребители электроэнергии. Белорусская энергетическая система была создана де-факто. На протяжении многих лет Белорусская ГРЭС оставалась ведущей электростанцией республики.
15 мая 1931 года принято решение об организации Районного управления государственных электрических станций и сетей Белорусской ССР — «Белэнерго».
Другой крупной электростанцией была Минская ТЭЦ-2.
К 1940 году общая мощность электростанций БССР, работавших преимущественно на торфе, составляла 128,8 МВт с годовой выработкой 508 млн кВт·ч электроэнергии. 
Вместе с тем, в 1930-е годы развитие энергетической отрасли идет семимильными шагами — появляются новые ТЭЦ, значительно увеличивается протяженность высоковольтных линий, создается потенциал профессиональных кадров. 
Однако этот яркий рывок вперед был перечеркнут Великой Отечественной. Война привела к практически полному уничтожению электроэнергетической базы республики —  после освобождения Беларуси мощность её электростанций составляла всего 3,4 МВт.
Энергетикам понадобились без преувеличения героические усилия для того, чтобы восстановить и превысить довоенный уровень установленной мощности электростанций и производства электроэнергии.

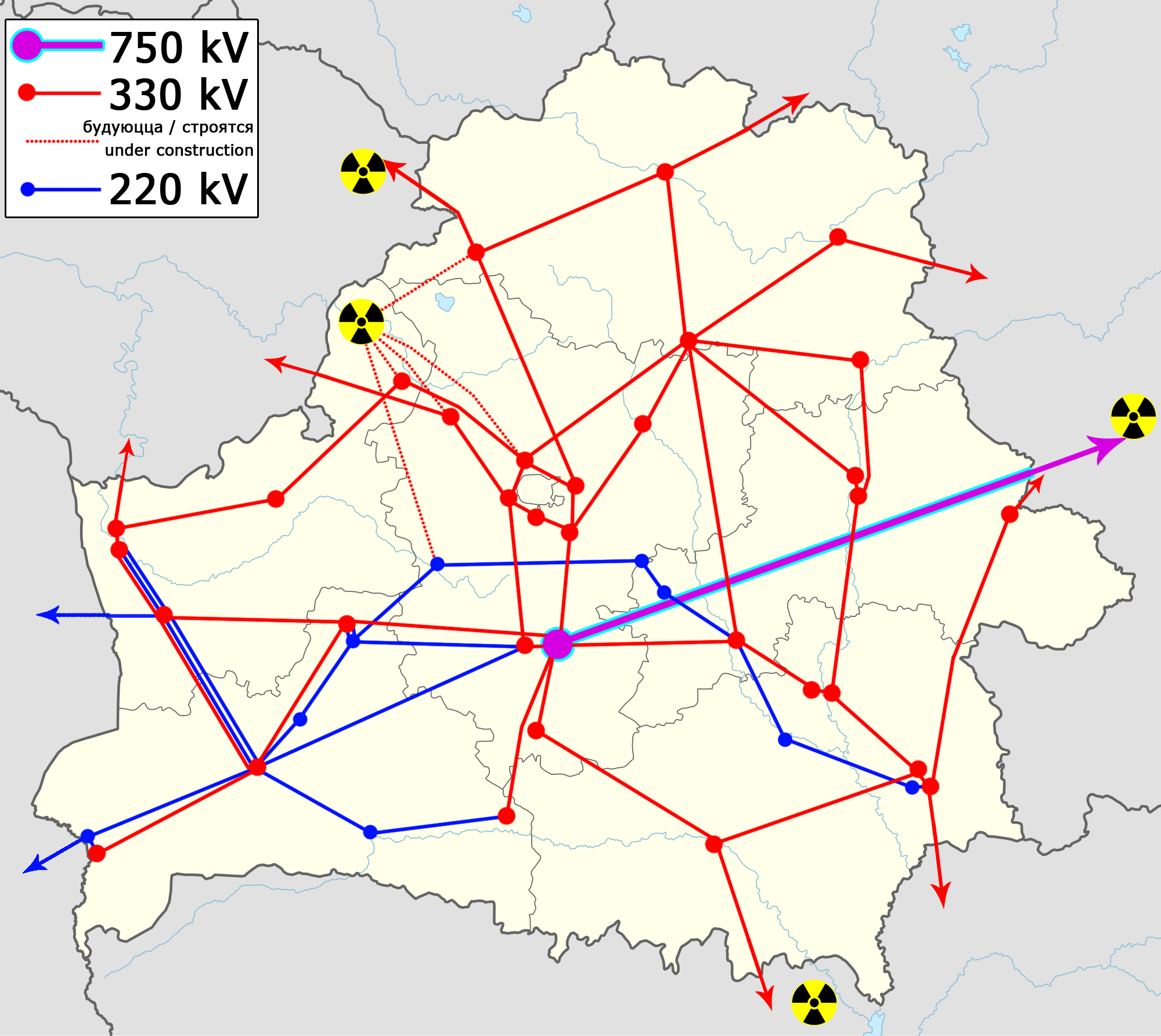
Линии электропередач 220, 330 и 750 кВ на территории Беларуси

В последующие десятилетия отрасль продолжала развиваться, её структура совершенствовалась, создавались новые энергетические предприятия. 
В 1950-е — 1970-е годы было построено множество электростанций, крупнейшие из которых — Лукомская (Лукомльская) ГРЭС, Берёзовская ГРЭС, Минские ТЭЦ-3 и ТЭЦ-4, Гомельская ТЭЦ-2. 
В конце 1964 года впервые в Беларуси заработала линия электропередачи 330 кВ — «Минск — Вильнюс», которая интегрировала энергосистему республики в Объединенную энергосистему Северо-Запада, связанную с Единой энергосистемой Европейской части СССР.
Мощность электростанций в 1960—1970 гг. выросла с 756 до 3464 МВт, а производство электроэнергии увеличилось с 2,6 до 14,8 млрд кВт∙ч.
Дальнейшее развитие энергетики страны привело к тому, что в 1975 году мощность электростанций достигла 5487 МВт, производство электроэнергии возросло почти в два раза по сравнению с 1970 годом. В последующий период развитие электроэнергетики замедлилось: по сравнению с 1975 годом мощность электростанций в 1991 году увеличилась немногим больше чем на 11 %, а производство электроэнергии — на 7 %.
В 1980-е годы началось строительство Минской атомной ТЭЦ (Минская ТЭЦ-5, после катастрофы на Чернобыльской АЭС незаконченную стройку перепрофилировали в обычную ТЭЦ), началось проектирование Белорусской АЭС. 
В 1985 году на крупных электростанциях прекратилось сжигание торфа и угля, электростанции были переведены на использование мазута и природного газа.
В различные периоды на территории Беларуси было построено более 50 гидроэлектростанций малой и средней мощности, в том числе — Витебская ГЭС (40 МВт), Полоцкая ГЭС (21,66 МВт), Гродненская ГЭС (17 МВт), Осиповичская ГЭС (2,2 МВт), Чигиринская ГЭС (1,5 МВт).
На 1 января 1991 года установленная мощность электростанций БССР составляла 6939,3 МВт (более 99 % на ТЭС).
Общая протяженность электросетей за 1960—1990 гг. выросла в 7,3 раза; длина системообразующих ВЛ 220—750 кВ за 30 лет увеличилась в 16 раз и достигла 5875 км.

## Современность
Современная электроэнергетика Беларуси представляет собой постоянно развивающийся высокоавтоматизированный комплекс, объединённый общим режимом работы и единым централизованным диспетчерским управлением. 
Производственный потенциал белорусской энергосистемы представлен 22 крупными электростанциями, 25 районными котельными, включает почти 7 тыс. км системообразующих и около 250 тыс. км распределительных линий электропередач высокого напряжения и более 5 тыс. км тепловых сетей (то есть электроэнергетика представлена целой системой устройств: от сложнейших электростанций, до распределительных шкафов ШР 11). 
Установленная мощность электростанций, по данным Белэнерго, составила 9,1 млн кВт в 2018 году.
Потребление
Потребление электроэнергии внутри страны в 2016 году составило 36,6 млрд кВт·ч; из них 2,1 млрд кВт·ч пришлось на обеспечение потребностей ТЭК (внутренние расходы), а 2,9 млрд кВт·ч составили потери электроэнергии в результате доставки конечным потребителям..
Ожидалось (в 2010), что электропотребление в стране к 2020 году значительно вырастет и достигнет 47 млрд кВт•ч, но к 2016 году этот прогноз был пересмотрен до 39,9 млрд кВт•час.
Производство
Основу электроэнергетики Беларуси составляют тепловые электростанции, они вырабатывают 99,9 % всей электроэнергии. Среди тепловых электростанций различают конденсационные (ГРЭС) и теплоэлектроцентрали (ТЭЦ). Их доля в общей установленной мощности составляет соответственно 43,7 % и 56,3 %.
Среди теплоэлектроцентралей установленной мощностью по выработке электрической энергии выделяются: Минские ТЭЦ-4 (1030 МВт), ТЭЦ-3 (420 МВт). ТЭЦ-5 (330 МВт). Гомельская ТЭЦ-2 (540 МВт), Могилевская ТЭЦ-2 (345 МВт), Новополоцкая ТЭЦ (505 МВт), Светлогорская ТЭЦ (260 МВт). Мозырская ТЭЦ (195 МВт), Бобруйская ТЭЦ-2 (180 МВт). При этом теплоэлектроцентрали и районные котельные вырабатывают около 60 % тепловой энергии. 
В 1992—1994 гг. были введены в эксплуатацию новые энергоблоки на Минской ТЭЦ-4 и Гомельской ТЭЦ-2, в 1999 году на площадке атомной ТЭЦ запущена Минская ТЭЦ-5.
Действуют также несколько тысяч малых энергоустановок, которые имеют низкие технико-экономические характеристики, негативно воздействуют па окружающую среду, забирают значительное количество трудовых ресурсов.
В 2000-х годах государство начало привлекать иностранные кредиты для развития энергетики. Так, 25 ноября 2011 года было заключено соглашение между Правительством Республики Беларусь и Правительством Российской Федерации о строительстве Белорусской АЭС (согласно этому соглашению, Россия обязалась предоставить Беларуси кредит на сумму 10 млрд долл.). 
Ещё 6 кредитов двух типов (для реализации инвестиционного проекта и о предоставлении льготного покупательского — «связанного» — кредита) было взято государством у Экспортно-импортного банка Китая и Государственного банка развития Китая: на реконструкцию Минской ТЭЦ-2 (2007 год), на достройку Минской ТЭЦ-5 (2009 год), на строительство ПГУ-400 МВт на Лукомльской ГРЭС и Берёзовской ГРЭС (оба — в 2010 году), о строительстве линий электропередач Белорусской АЭС (2013 год), о реконструкции подстанции «Минск-Северная» (2015 год).
В 2011 году началось строительство Белорусской АЭС на северо-западе страны в Островецком районе Гродненской области, на границе с Литвой. Атомная электростанция будет состоять из двух энергоблоков суммарной мощностью до 2400 (2х1194) МВт. 
В конце 2020 г. был запущен первый энергоблок БелАЭС.

## Импорт/экспорт
На 1 января 2010 года мощность электростанций республики составляла 8 386,2 МВт, в том числе по ГПО «Белэнерго» — 7 983,8 МВт, этой мощности достаточно для полного обеспечения потребности страны в электрической энергии. 
Вместе с тем ежегодно импортируется от 2,4 до 4,5 млрд кВт∙ч из России, с Украины, из Литвы и Латвии, в целях загрузки наиболее эффективных мощностей и с учетом проведения ремонта электростанций. Такие поставки способствуют устойчивости параллельной работы энергосистемы Беларуси с другими энергосистемами и надежного энергоснабжения потребителей.
В 2016 г. экспорт электроэнергии составил 0,16 млрд кВт·ч, импорт — 3,2 млрд кВт·ч.

## Крупнейшие электростанции
Самая крупная электростанция Беларуси — Лукомльская ГРЭС, мощностью 2560 МВт, вырабатывает более 40 % всей электроэнергии, используя природный газ и топочный мазут. 
К числу крупнейших электрических станций следует отнести Березовскую ГРЭС (установленная мощность — 930 МВт).

## Возобновляемые источники
В 2015 году установлены квоты на установленную мощность альтернативных источников энергии; при этом доля возобновляемых источников к 2020 году запланирована в 6 %.

### Ветровые электростанции
В 2017 году в стране насчитывалось порядка 47 объектов, на которых эксплуатируются ветроустановки, суммарной установленной мощностью 84 МВт.
До 2020 года ожидался ввод ВЭС в Сморгонском (15 МВт), Ошмянском (25 МВт), Лиозненском (50 МВт) и Дзержинском (160 МВт) районах.
К 01.09.2020 году в стране насчитывалось 234 ВЭС объектов (80 солнечных, 53 ГЭС и 101 ветроустановка)

### Солнечные электростанции
В 2013 году на солнечных электростанциях было произведено 0,4 млн кВт·ч, в 2016 году достигло 28 млн кВт·ч.